# Lecointe Guyot
Lecointe Guyot (65° 06′ S, 93° 00′ O) é o cume plano de uma montanha submarina e nomeada por George Lecointe, navigador/astronônomo abordo da Bélgica. Nome proposto pelo Dr. Rick Hagen, Alfred Wegener Institute para pesquisa polar e marítima, Bremerhaven, Alemanha. Nome aprovado 6/97 (ACUF 270).